# 牧之原幼稚園バス3歳女児死亡事件
牧之原幼稚園バス3歳女児死亡事件（まきのはらようちえんバスさんさいじょじしぼうじけん）は、2022年（令和4年）9月5日に静岡県牧之原市にある認定こども園「川崎幼稚園」の通園バスの車内に3歳女児が置き去りにされ、熱中症が原因で死亡した事件である。

## 概要
2022年9月5日14時10分頃、静岡県牧之原市の認定こども園に駐車していた通園バスの車内で、園児の3歳女児が意識を失っているのを職員が発見した。ただちに通報、病院に搬送されたが、同日15時35分頃に死亡が確認された。女児は午前8時50分頃にこのバスで登園しており、5時間程度にわたり置き去りにされたとみられている。
通園バスは18人乗りのワンボックスカーで、運転手を含む2人の職員と6人の園児が乗っていた。この日は普段の運転手が休みだったため、70代の男性園長が運転していた。

### 被害者
死亡した3歳の女児は入園して間もなかったとされ、バスが楽しいと話していたことから2学期からバス通園を始めていた。父親からは「（バスでは）先生に言われるまで静かに座っていなさい」と教えられていたという。その言いつけを守って最後までバスに残り、職員に呼ばれることを待っていた可能性が指摘されている。
しかし、「親が最後に降車するよう教育していた」「被害者が寝ていた」といった書き込みがSNSやインターネット上には少なからずあるが、名前を呼ばれるまでは席を立たないよう教えていたのは川崎幼稚園側だという。
女児は前から5列目の席（後ろから2列目の席）に座っていたが、発見された時には前から3列目の席の足元に倒れていた。発見時には体温が40度程度まで上昇していた。車内に放置されてから約3時間後の昼前には死亡していたとみられている。
通園バスの中からは空になった水筒が見つかっており、出入り口のそばの席には自分で脱いだとみられる衣服が残されていた。

### 原因
9月7日に川崎幼稚園が開いた記者会見によると、代理運転していた男性園長は数えるほどしかバスを運転しておらず、また到着後に病院での待ち合わせの予定があったために焦りがあったという。その上で、原因として次の4つのことを怠ったと説明した。
1. 乗降車時の人数確認
2. 複数人での車内点検
3. 最終的な出欠情報の確認
4. 登園するはずの園児がいない場合の保護者への連絡

また、会見で理事長が笑みを浮かべたり、名前を間違えたりするなどしたため、ネットでは批判の声が高まった。

## 対応

### 幼稚園
川崎幼稚園は、2022年9月7日10時から保護者に対する説明会を、15時から記者会見をそれぞれ開いて謝罪した。安全確認を怠ったことを認めた上で、バスを運転していた園長（理事長）が辞任する意向を示し、さらには廃園の手続きを進める可能性もあることなどが明らかになった。
同年9月13日、9月8日付で男性園長が園長および理事長をともに辞任していたことが判明した。
事故後から休園が続いていたが、安全対策を講じた上で同年10月3日に再開した。ただし1割ほどの園児は転園予定であり、9月29日の時点で園児167人中17人が転園の手続きをしていた。

### 政府
前年の2021年7月にも福岡県中間市で同様の事件が発生しており（中間市保育園バス5歳児死亡事件）、2021年8月に厚生労働省などがバスの乗降時や園外活動の前後での人数確認など安全管理の徹底を求める通知を出していた。今回の事故を受け、2022年9月6日に加藤勝信厚生労働大臣は「今後どういう対応が取り得るのか、早急に検討したい」と述べ、関係省庁と連携して対応する考えを示した。また、安全管理を徹底するよう改めて通知を出した。
2022年9月7日には、内閣府・文部科学省・厚生労働省からなるワーキングチームを設置する調整に入った。バスを送迎する際のマニュアル作成など具体的な安全対策を検討し、対策の1つとして日本全国の全ての通園バスに安全装置を設置する方針を決定した。
政府は対策として2023年4月1日からバスへの置き去りを防止するための安全装置の設置などを義務付けた。義務違反の場合には業務命令の対象となる。

### 静岡県
静岡県は2022年9月8日、川崎幼稚園を特別指導監査する方針を明らかにした。また県内で送迎バスを所有する幼稚園・保育園などを対象に、バスの運用状況や安全管理体制を一斉に調査する方針も固めた。

### 警察
静岡県警は事件翌日の2022年9月6日、業務上過失致死の疑いで幼稚園や園長の自宅などへの家宅捜索を開始した。12月5日、静岡県警は前園長や当時のクラス担任ら4人を業務上過失致死の疑いで書類送検した。

## 裁判

### 刑事裁判
2023年11月24日、静岡地検は前園長と当時のクラス担任を業務上過失致死の罪で在宅起訴した。乗務補助の元派遣職員と元副担任は不起訴処分とした。
2024年7月4日、静岡地裁は元園長を禁錮1年4月の実刑とし、元担任に禁錮1年、執行猶予3年を言い渡した。検察側、弁護側ともに期限までに控訴しなかったため、同月19日にこの判決が確定した。

## 風評被害
川崎幼稚園の理事長とは無関係の人物が経営する製茶工場が「理事長の実家」とインターネット上のまとめサイトなどに掲載され、デマが拡散される風評被害を受けた。